# Лагидзе, Митрофан Варламович
Митрофа́н Варла́мович Лаги́дзе (груз. მიტროფანე ვარლამის ძე ლაღიძე; 22 июня 1869, Кутаисская губерния, Кавказское наместничество или Чолеви, Имеретия — 2 января 1960, Грузинская ССР) — грузинский предприниматель, советский промышленник. Создатель безалкогольных прохладительных напитков «Во́ды Лагидзе».
Лагидзе начал экспериментировать с созданием напитков в 1880-х годах. В 1890 году открыл в Кутаиси собственное производство, следом в 1906 году — завод в Тбилиси. В 1921 году завод гибнет в пожаре, 1927 году уже советскими властями в Тбилиси строится новый завод, директором которого стал Лагидзе. В 1952 году Лагидзе назначается главным консультантом управления «Главфруктводы» Министерства пищевой промышленности СССР.
Технология и культура «Вод Лагидзе» были внесены в список нематериального культурного наследия Грузии в 2014 году.

## Биография
Митрофан Лагидзе родился 22 июня 1869 года в имеретинском селе Чолеви, Российская империя (ныне в Цхалтубском муниципалитете, Грузия) в бедной семье Азнаури. В 14 лет поступил учеником аптекаря в аптеку Петре Кокочашвили и Цезаря Иваницкого в Кутаиси. Цезарь Иваницкий был родом из Польши, которого переселили в Грузию по политическим мотивам. Помимо аптеки, Иваницкий имел в Кутаиси лимонадный завод, где работал и Митрофан. Там Митрофан изучил способ производства фруктовых вод — безалкогольных напитков, а после смерти Ивановского сам возглавил производство. Приготавливая прохладительные напитки из эссенций, поступающих из-за рубежа, начал экспериментировать с естественным сырьём из трав и фруктов и в 1887 году создал новую рецептуру фруктовых вод на основе натуральных продуктов.

Этикетка «Воды Лагидзе». Женщина в фате — мать Митрофана Лагидзе

В 1900 году он создал товарищество по производству безалкогольных напитков на Кутаисской базе по производству лимонада и открыл магазин безалкогольных напитков. В 1902 году он путешествовал по Германии и Франции, где изучал метод и технологию производства газированной воды. В Грузию начинают поставлять стеклянную тару из Франции, а у будущего бренда появляется этикетка, с изображением женщины в фате — матери Митрофана Лагидзе. При его поддержке в 1904 году в Кутаиси была построена первая электростанция, затем он получил из Франции холодильники для получения льда, которые он установил возле электростанции для продовольственных нужд. До этого население Кутаиси использовало зимний снег, который собирался и хранился в сараях.
С 1890 по 1917 год Митрофан Лагидзе активно участвовал в революционном движении. Распространял нелегальную литературу, полученную из России и из-за границы. За распространение литературы и организацию забастовки царское правительство трижды арестовывало его и заключало в Кутаисскую тюрьму. Арест Лагидзе в Кутаиси существенно затруднил работу его завода. В 1903 году Лагидзе участвовал в трехдневной демонстрации протеста в Кутаиси, организованной рабочей молодежью магазинов, фабрик, школ и мастерских. Активно участвовал в прокладке туннелей Кутаисской тюрьмы и побеге революционеров оттуда. В 1904 году по предложению Саши Цулукидзе, Михи Цхакая и Иване Гомартели Лагидзе ввёл на своем заводе восьмичасовой рабочий день, что было очень редким явлением в то время. Был приговорен к ссылке в Сибирь, но его удалось спасти благодаря помощи Ильи Чавчавадзе.
В 1906 году, при посредстве Ильи Чавчавадзе и Акакия Церетели открыл производство прохладительных напитков в Тбилиси и на Головинском проспекте открывает магазин «Воды Лагидзе». Продукция завода быстро завоевала популярность, и была удостоена высших наград на выставках и оптовых ярмарках в Петербурге, Москве и Вене в 1913—1914 годах.
В 1921 году завод гибнет в пожаре, и в течение некоторого времени Митрофан Лагидзе варит сиропы и разливает воды в подвале собственного дома на улице Грибоедова. Советские власти отобрали подвал у предпринимателя и вселили туда жильцов. Тогда Лагидзе решил избавиться и от собственного магазина, полагая, что большевистская власть не ограничится конфискацией подвала и пойдёт дальше. Желая их опередить, Лагидзе передаёт в 1926 году находящийся в его собственности магазин государству. В 1927 году советские власти построили новый завод, директором которого был назначен Лагидзе. Завод работает по сей день, директором завода является внук изобретателя Торнике Лагидзе. По своему времени завод был хорошо оборудован, использовал передовые технологии, в 1934 году на нём впервые в Грузии было освоено производство углекислого газа. В Советском Союзе считали, что популяризируя воды Лагидзе, можно сократить потребление водки.
В 1930 году Митрофана Лагидзе пригласил на работу в Абхазию революционер Нестор Лакоба. Он отправился в Сухуми, где под его руководством был построен завод минеральной воды.
В начале 1930-х Лагидзе, на которого поступали доносы, что он скрывает рецепты своих напитков, был вызван в Москву к Лаврентию Берии. Лагидзе ответил, что у него нет секретов и он может приготовить напиток на месте. Впоследствии он был вынужден приготовить напиток на глазах у Иосифа Сталина.
В советское время воды Лагидзе пользовались большой популярностью. Так, имеются сведения о том, что во время Ялтинской конференции на столе стояли воды Лагидзе, а Франклин Рузвельт увёз 2000 бутылок с собой. Сам Сталин предпочитал лимонад, то есть в узком смысле, прохладительный лимонный напиток. На заводе «Воды Лагидзе» в советское время функционировал отдельный цех по приготовлению лимонадов для высшего руководства страны: напитки поставлялись в Москву по понедельникам. Сохранились сведения о предпочтениях: Н. С. Хрущёв предпочитал грушевый и апельсиновый напитки, Л. И. Брежнев — грушевый и тархуновый, М. И. Калинин — апельсиновый, А. И. Микоян — грушевый и лимонный. В 1952 году партия различных напитков (грушевого, кизилового, лимонного, крем-соды, и таких экзотических, как сливочный и шоколадный) была выслана в адрес Гарри Трумэна, как ответ на подарок Трумэна в виде тысячи бутылок Кока-колы.

В 1952 году был назначен главным консультантом «Главфруктвода» в Министерстве пищевой промышленности СССР. В сборнике рецептур безалкогольных напитков, изданном Минпищепромом СССР, большая часть рецептур связаны с водами Лагидзе. 

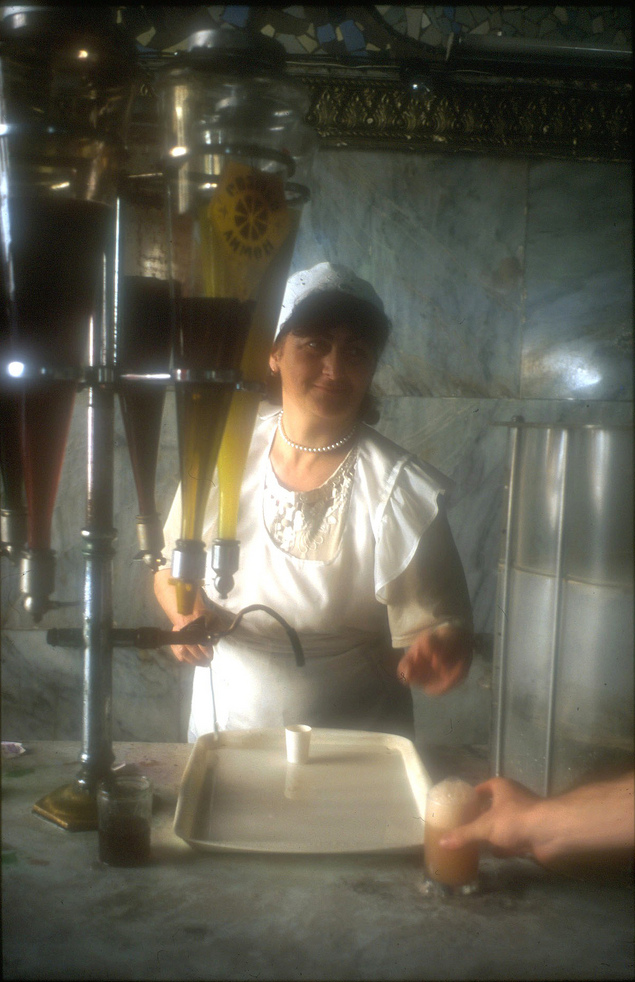
Продажа вод Лагидзе. Тбилиси, 2010 год

В типографии, основанной промышленником, печатались первые книги многих грузинских поэтов и прозаиков того времени.
Митрофан Лагидзе умер 2 января 1960 года. Похоронен в пантеоне Сабуртало.

## Личная жизнь
Жена Олимпиада Вахания. У Митрофана Лагидзе было пятеро детей. Самая старшая Тина, во время Великой Отечественной войны работала врачом на фронте. Позже работала на заводе у отца. За ней следовали два брата Торнике и Джуаншер, которых Лагидзе послал учиться в Германию. С началом войны братья переехали в Англию, а затем во Францию. Самые младшие — Вахтанг и Рамаз.
Вахтанг был арестован в 1937 году за высказывания в адрес политических лидеров. Вышел на свободу через два года благодаря знакомству Лагидзе с Иосифом Сталиным и Лаврентием Берией.

## Память о Лагидзе
- Во дворе завода в Тбилиси поставлен памятник Лагидзе, его именем названа улица того же города.
- Евгений Евтушенко посвятил изобретателю стихотворение «Воды Лагидзе» («Что вкус для мира, слишком занятого? Но важно, от безвкусицы устав, То ощущенье чуда золотого, Шипевшего когда-то на устах»).
- Фазиль Искандер в новелле «Кутёж трёх князей в зелёном дворике» романа «Сандро из Чегема» приводит диалог одного из героев с Митрофаном Лагидзе, где тот объясняет успех своих вод талантом и любовью к своему делу.
- По мнению Георгия Леонидзе, кизиловым напитком Лагидзе навеян поэтический образ в стихотворении Сергея Есенина: «Прости, Кавказ, что я о них Тебе промолвил ненароком, Ты научи мой русский стих Кизиловым струиться соком»[11].

## Современные производители
- Товарный знак «MITROFAN LAGIDZE 1887» зарегистрирован 26.07.2004 в Международном бюро Всемирной организации интеллектуальной собственности за ЗАО «Лагидзе» (Грузия).
- Единственным легальным производителем вод Лагидзе на территории России являлся Тихвинский лимонадный завод[12].